# ドラッグストア
ドラッグストア（英: drug store）は、一般用医薬品を販売し、なおかつ健康・美容に関する商品、日用品、食品類の一部（飲料・日配食品等）もセルフサービスで短時間に買えるようにした小売業態である。「ドラグストア」「ドラッグストアー」などと表記することもある。

## 世界のドラッグストアの概要
医薬品の販売を規制するための法律およびそのための医薬品の分類法は国ごとに若干異なっている。たとえばドイツでは、処方せん医薬品 / 薬局販売医薬品 / 自由販売医薬品　と分類し、このうち処方せん医薬品および薬局販売医薬品の販売に関しては薬剤師がいなければならない。
処方箋が必要な医薬品の販売を行う時は、ドイツ、フランス、イギリス、オーストラリア、日本など、いずれの国でも薬剤師がいることが必要になっている。
欧米では基本的には、薬剤師が常駐し、調剤や医薬品の販売を行なう。薬剤師が注射による投与（ワクチンの予防接種など）を行うことを認めている例（アメリカの一部の州など）もある。
一番規制の緩い市販薬に関しては国ごとに規制がかなり異なり、全て医薬品に関しては薬剤師がいることが必要とされている国（フランスなど。またフランスでは医薬品の販売量に応じて薬剤師の人数を増やすという規定もある）もあれば、（薬剤師までは求めなくても）医薬品販売管理者が常時対応しなければならないとしている国（ドイツなど）もあれば、特に規定が無い国（オーストラリア）もある。

## アメリカ合衆国
アメリカ合衆国のドラッグストアは20世紀初頭前後からドラッグストアのチェーンが展開されてきた。
アメリカの大手チェーンを売上上位3つを挙げると次のとおり。
- CVS/ファーマシー
- ウォルグリーン
- ライト・エイド

### 米国での歴史
Chicago drugstoreで薬剤師として勤めていたCharles R. Walgreen Sr.が1901年に同店を買い取り、Walgreenとして営業を開始し、彼なりの着想でさまざまな新サービスを打ち出した。たとえば高品質で低価格な医薬品類のラインナップを独自に製造する、などということを行った。1909年には2店舗目を開店し、1916年には9店舗を傘下に収めた。ウォルグリーンは1922年に麦芽ミルクセーキという商品を発明しソーダ・ファウンテンで販売し、客たちがソーダファウンテンを取り囲むように立ち「ダブルリッチ・チョコレートモルトミルク」を飲む、という光景が繰り広げられた。（このような歴史があるので、米国のドラッグストアでは現在でもフードコートを設けている場合がある。）
なおコカ・コーラも、もともと1886年にアトランタの薬剤師のJohn S. Pembertonがコカ・コーラのシロップのレシピを発明し、地元のソーダ・ファウンテンにそれを販売したもので、ソーダ・ファウンテン側によって「健康に良いトニック」などと謳われて販売されたものである。
- 米国のドラッグストア大手CVSの外観例
- 同じくCVSの外観例
- ショッピングモール内のCVSの場合の入口の例
- CVSの店内例

## EU
ドイツの上位を挙げると
- Rossmann（EUに4000店舗を展開。従業員数5万6000人あまり。）
- dm (ドロゲリエ・マルクト）

かなり差があるが3位にMüller。
- ドイツのドラッグストアRossmannの入口の例
- ドイツのドラッグストアRossmannの店内の例
- Rossmann店内の例

## イギリス
イギリスの大手は化粧品の『No7』などストアブランドを持つブーツ。後にウォルグリーン・ブーツ・アライアンス傘下となった。

## アジア
- 香港
  - ワトソンズ（屈臣氏）
- 台湾
  - 康是美（COSMED）
  - 寶雅（POYA）

## 日本におけるドラッグストアの概要
店舗数は、2023年6月時点で16931店舗。
日本の流通業界ではディスカウントストア（DS）と区別して「DgS」「Dg.S」あるいは「DRG」と略されることがある。
日本においては、薬剤師が常駐し、処方箋医薬品を販売・授与できる薬局または店舗販売業（2009年の改正薬事法施行までは一般販売業または薬種商販売業）の許可を受けて営業しているものが多い。かつては院外処方箋による調剤が一般的でなかったため、処方箋による調剤を行なわない一般販売業や、薬剤師のいない薬種商販売業として営業するものが多かったが、近年は医薬分業の進展に伴い、処方箋を受け付ける調剤室を併設した薬局（保険薬局）として営業するものが増加している。
薬局を併設したドラッグストアでは薬局部分とドラッグストア部分の許可を別に取るケースが多い。これは全店薬局として許可を取ると営業時間内は薬剤師の常駐が必要な調剤スペースも営業しないといけなくなるためである。このため同一店舗内で調剤スペースとドラッグストアスペースで営業時間が異なる（薬局部分の営業時間が短かったり、日曜や祝日に休業したりすることが多い）場合があり、この点に関しては議論がある。
医薬品医療機器等法上、薬剤師が常駐する店舗でないと扱えない一般用医薬品（第一類医薬品）もある。薬剤師不在時にも医薬品売場を開放できるよう、ガラスケースを施錠したりカーテンを使用したりしている例もある。
なお、一般用医薬品を取り扱わず調剤機能のみを持つ場合は、ドラッグストアとは呼ばず（調剤専門）薬局や門前薬局（病院や診療所の近隣に立地していることが多いため）などと呼ばれる。また、一般用医薬品を販売するものの調剤機能を持たずセルフサービスでない場合は薬店あるいは薬舗などと呼ばれる。
医薬品医療機器等法上、調剤施設を併設していない場合「薬局」の名称を冠してはならないため、その様なドラッグストアには「○○ドラッグ」「クスリの○○」「○○薬品」等の名称が多い。
イギリスのブーツが参入した際は、薬事法の制約でストアブランドの化粧品や医薬品を販売できず、他社との差別化が難しくなり撤退している。
- 「処方箋受付」の看板も掲げ、調剤も行うドラッグストアの例、ウエルシア
- 同じく調剤も行うドラッグストアの例、マツモトキヨシ
- 同じく調剤も行うドラッグストアの例、スギ薬局
- ドラッグストアの例、ツルハ
- ドラッグストアの例、ダイコクドラッグ
- HACドラッグ

### ビジネスモデル
薬も売る雑貨店と化していることが多く、ティッシュペーパー、トイレットペーパーなどの紙類、洗濯用洗剤、柔軟剤、食料品、ベビー用品や一部のネームバリューのある医薬品・ドリンク剤・サプリメントなどを場合によっては原価を下回る形で安売りして集客し、原価の2倍から5倍で販売できる医薬品や化粧品、雑貨を販売し、利益を稼いでいる。価格訴求を第一とせず、薬の専門家である薬剤師による接客等のサービスによる差別化を図る企業もある。また調剤をベースに差別化を図る企業もある。

### グループ化
1970年代前後からオールジャパンドラッグ（AJD）や日本ドラッグチェーン会（NID）等のボランタリー・チェーンが存在していたが、1990年代後半以降流通コスト削減やプライベートブランド商品導入などを目的にしたドラッグストアチェーンのグループ化が進んでいる。

### 主なチェーン
チェーン化の方針として、特定のエリアで展開するリージョナルチェーンと全国に展開するナショナルチェーンに分かれる。

### 医薬品販売の業態分類
店舗面積を目安として以下のように区分される。
- メガドラッグストア - 店舗面積600 m2以上の巨大店舗を指す。日用品、医薬品の他にも食品を扱うことが多く、巨大な商圏を持つ。カワチ薬品やゲンキーなどはこのスタイルが主流である。
- スーパードラッグストア - 店舗面積300 m2以上の大型店舗を指し、多くの郊外型ドラッグストアがこの形態となっている。マーチャンダイジングと大規模小売店舗法からいって、60坪、90坪、120坪、150坪が主流である。
- コンビニエンスドラッグストア - 店舗面積100-300 m2の中店舗を指す。住宅地で付近の住人が日頃買い物をするのに適しているスタイルである。
- ミニ（小型）ドラッグストア - 店舗面積100 m2未満の小規模ストア。主に路面店、商店街、地下街、ビルなどのテナントとして出店し、会社員向けに販売。ビューティー商品に特化している店も多い。
- ファーマシー型店舗 - 売場面積60坪程度までが主流。調剤を併設したヘルス＆ビューティを基本に、ビジネス街など都心型商業地に多い。
- 医薬品専門型店舗 - 地方都市や農村都市などの中心商店街をはじめ幅広い地域やスーパー内の店舗など売場面積60坪程度までが主流。便利性、顧客性、親切性、健康性、商品の専門性やマンパワーを兼ね添えている。
- 大型医薬品専門店舗 - 売場面積90坪以上が主流で、医薬品、化粧品、医療雑貨、健康食品、介護用品などの軽医療の領域によって構成されたもの。
- 漢方薬局の店舗
- 調剤薬局の店舗
- 複合店舗（異業種融合化など） - スーパーマーケット・生鮮食料品専門店・最寄品業種・パン屋やケーキ店・ホームセンター・美容院・各レンタルショップ・本屋・駅・おもちゃ（トイ）店・ファーストフード・メガネ・宝石店・補聴器・クリニック・コンビニ・ディスカウントストア・バラエティストア・米酒店など多種にわたる。
- 医薬品は扱わないが、健康食品の店舗など

### 主な取扱商品
- 医薬品
  - 一般用医薬品（ドリンク剤、ビタミン剤、精力剤、風邪薬、胃腸薬、便秘薬、乗り物酔い防止薬、湿布、目薬、妊娠検査薬、局方品など）
  - 処方箋医薬品（薬局店舗のみ）
- 医療用品（包帯・サポーター・絆創膏などの衛生材料、一般用医療機器（家庭用低周波治療器、血圧計他）、使い捨てカイロなど）
- 介護用品（大人用紙おむつ・介護食品・介護用衣類・差込便器・車いすなど）
- ベビー用品（ベビーフード、粉ミルク、ベビー関連品、紙おむつ）
- 化粧品関連
  - 制度化粧品（口紅・ファンデーション・美白乳液・化粧水など）
  - 基礎化粧品（化粧水・乳液・化粧パック）
  - 化粧小物・コットンなど
- トイレタリー関連
  - ヘアケア関連（シャンプー・コンディショナー、ヘアカラー、ヘアスプレーなど）
  - オーラル関連（歯磨き・歯ブラシ・デンタルフロスなど）
  - ボディケア関連（石鹸・ボディソープ・入浴剤・洗顔料・メイク落とし・ハンドクリーム・リップクリームなど）
- 日用品
  - 紙製品（ティッシュペーパー・トイレットペーパー・ウェットティッシュなど）
  - 殺虫剤（燻煙剤・スプレー式・蚊取り器具・蚊取線香・忌避剤など）
  - 衣類用防虫剤
  - 除湿剤
  - 芳香・消臭剤
  - 入浴剤
  - 洗剤（衣類用、食器用、台所用、住居用、トイレ用、風呂用）、柔軟剤
  - 生理用品（タンポン、ナプキン）・スキン・尿漏れパッド
  - 家庭日用品（台所用品、洗濯用品、掃除用品、風呂用品、トイレ用品、家庭用品など）
  - 文房具
  - 電気製品（乾電池・電球・コードなど）
  - 衣類（パンスト、靴下、手袋、下着など）
- 食品（生鮮食品を取り扱っているところは少ない）
  - インスタント食品（袋麺、カップ麺、レトルト食品など）
  - 菓子類
  - パン
  - 調味料（だし、マヨネーズ、ドレッシングなど）
  - ソフトドリンク
  - アルコール飲料（一部）
  - 健康食品
    - サプリメント
    - ダイエット食品
    - 健康茶
- ペット関連商品（主にイヌ・ネコ用）
  - ペットフード
  - おもちゃ
- 旅行者向け
  - キャリーバッグ
  - 自撮り棒
  - スマートフォン用の充電器、simカード等

### 新規参入
薬事法改正によって1999年よりドリンク剤・ビタミン剤・消毒薬等の一部が医薬部外品に指定され、ドラッグストア以外のコンビニエンスストアやスーパーマーケット、駅売店等でも販売できるようになった。
2004年にはさらに健胃薬・整腸薬・口腔咽喉薬等の一部が医薬品から医薬部外品に移行されて新チャネルでの販売チャンスが拡大した。
2009年施行の改正薬事法では登録販売者制度が創設され、試験に合格すれば薬剤師でなくても第二類医薬品・第三類医薬品を販売できるようになったため、医薬品販売に新規参入する「ドラッグストア以外の小売業者」も出てきた。また、競合とは逆にドラッグストアがコンビニエンスストア等と提携するケースも出てきた。

#### 主な新規参入企業
- ヤマダデンキ - ダイクマ、キムラヤの薬品コーナー以外に、直営の薬品コーナーを展開。
- ゼビオ - ゼビオドームつくば学園東大通り店にドラッグストア「ジアシス」を入居。

#### ドラッグストアと提携した企業
- ポプラ - 2010年7月6日ツルハホールディングスと業務提携して子会社のキリン堂薬局へ商品供給。7月8日ポプラ＆シモカワ熊本清水本町店をオープン、7月23日ポプラヨーロッパ通り店にヒグチ産業のドラッグを併設。
- ローソン - 2010年8月2日にクオールがフランチャイジーとして調剤薬局併設型コンビニエンスストア「ナチュラルローソンクオール薬局城山トラストタワー店」をオープン[6]、2011年7月現在3店舗を展開。
- ファミリーマート - 2012年5月23日にヒグチ産業がフランチャイジーとして薬局併設型コンビニエンスストア「ファミリーマート+薬ヒグチ淡路町店」をオープン。以後、首都圏と近畿圏に同様の店舗を展開。

## シンボル

緑十字。イギリス、ポーランド、フランス、アルゼンチン、イタリア、スペイン、ギリシャ、その他多くの国で使われている。
乳鉢と乳棒
「処方箋」マーク
The red stylized "A" (Apotheke) used in Germany
蛇杖
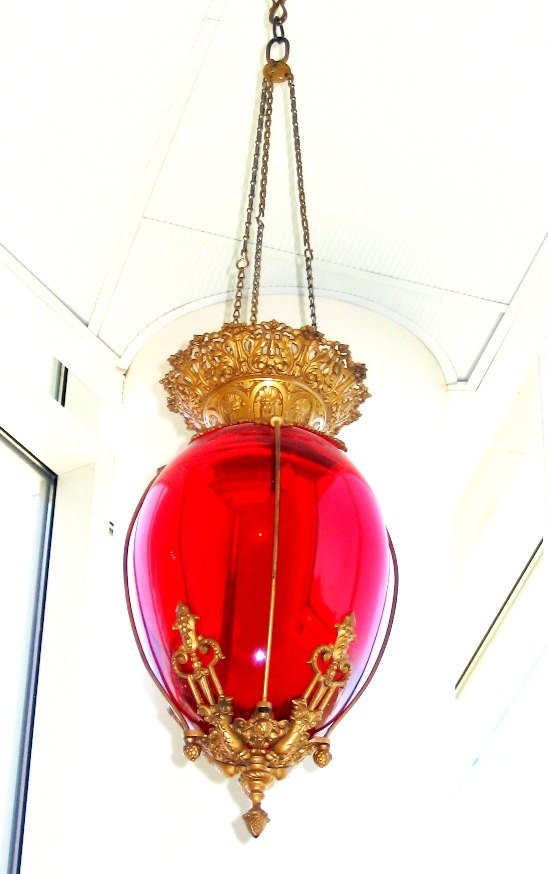
Hanging Show Globe
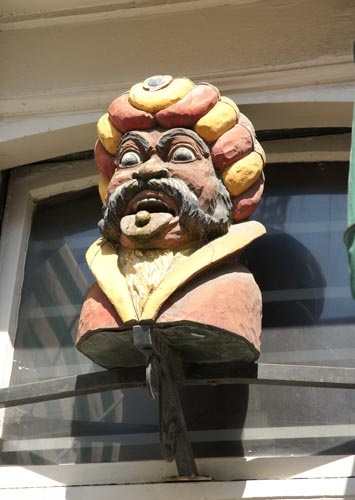
ガーパー（en:Gaper）。オランダ。
インドにおける薬局マーク